# إيماكيمونو (لفيفة سردية يابانية)
الإيماكيمونو (لفيفة سردية يابانية), هي نظام سرد أفقي مصوَّر يتمثّل في لفائف يدوية مرسومة، يعود أصلها إلى اليابان في حقبة نارا (710م – 794م). بدأت هذه اللفائف بتقليد نظيراتها الصينية الأقدم أسلوبًا ومضمونًا، لكن في الحقبتين التاليتين، حقبة الهييآن (794–1185م) وحقبة الكاماكورا (1185–1333م)، طوّرت اللفائف اليابانية طابعًا فنيًا مميزًا خاصًا بها. بناءً على ذلك، فإن مصطلح "الإيماكيمونو" يطلق حصرًا على اللفائف السردية اليابانية، ولا يُستخدم للإشارة إلى نظيراتها الصينية أو غيرها.
كما هو الحال في اللفائف السردية الصينية والكورية، تجمع اللفائف اليابانية (الإيماكيمونو) بين فن الخطّاطة والرسم، وتُنفّذ على لفائف طويلة من الورق أو الحرير، قد يصل طول بعضها إلى عدّة أمتار. يُطالع القارئ هذه اللفائف من خلال فكّها تدريجيًا، بحيث ينكشف السرد المصور أو المكتوب شيئًا فشيئًا بالتدريج. لذا تُعدّ الفائف السردية اليابانية جنسًا سرديًا شبيهًا بالكتاب، يسرد قصصًا غرامية أو ملحمية، أو يُصوّر نصوصًا دينيةً وأساطير.
على الرغم من أنّ أقدم اللفائف السردية اليابانية، التي تعود إلى القرن الثامن الميلادي، كانت نُسخًا مقتبسة من أعمال صينية، فإنّ الفائف السردية اليابانية ذات الطابع الياباني الخالص بدأت بالظهور في البلاط الإمبراطوري خلال حقبة الهييآن (794م – 1185م)، بدءًا من القرن العاشر، ولا سيّما في أوساط السيدات الأرستقراطيات اللواتي كنّ يعشن حياةً مترفّعة ومنعزلة، ويُكرّسن وقتهن للفنون والشعر والرسم وفن الخطّ والأدب. بلغت تقنيات التأليف في تلك المرحلة درجةً عالية من الإتقان، واتّسعت مواضيع اللفائف السردية اليابانية لتشمل مجالات أوسع من ذي قبل، مثل التاريخ والدين والحكايات الغرامية والروايات الشهيرة. أبرز من موّل إنتاج هذه اللفائف هم أفراد الطبقة الأرستقراطية والمعابد البوذية. في أواخر حقبة الهييآن، أُنجزت ما يُعرف باللفائف السردية الأربع البارزة في اليابان، وتُعدّ هذه اللفائف نماذجا أصيلة مُمثّلة لتقاليد هذا الفن، وقد جُعلت كلّها في عداد الكنوز الوطنية في اليابان.
تنتمي الرسوم في اللفائف السردية اليابانية في الغالب إلى أسلوب ياماتو، وهو نمط فني يتميّز بتناوله موضوعات من الحياة اليابانية والمشاهد الطبيعية المحلية، مع التركيز على الإنسان بوصفه مركزًا للمشهد، والاعتماد على ألوان غنيّة ومظهر زخرفي واضح. يفرض تنسيق هذه اللفائف، المتمثّل في لفائف أفقية طويلة ومحدودة الارتفاع، تحديات تأليفية معقّدة, إذ يتوجّب على الفنان أن يُحسن الانتقال البصري بين المشاهد المتعاقبة المرافقة للحكاية، وأن يختار زاوية نظر تتماشى مع تسلسل السرد، وأن يبتكر إيقاعًا بصريًا متناغمًا يُجسّد المشاعر والانفعالات الآنية بأكبر قدر من الدقّة. عمومًا، تنقسم اللفائف السردية اليابانية إلى فئتين رئيسيتين:
1. لفائف تتناوب فيها الكتابة والصورة، حيث تُصوّر كل لوحة تالية ما ورد في النصّ السابق؛
2. ولفائف تُعرض فيها الرسوم بشكل متّصل دون انقطاع بالنصّ، وتُستخدم فيها تقنيات خاصة لضمان سلاسة الانتقال بين المشاهد.

تقدّم اللفائف السردية اليابانية اليوم نافذة تاريخية فريدة على حياة الناس وعاداتهم في اليابان، بمختلف فئاتهم الاجتماعية وأعمارهم، وذلك خلال بدايات العصور الوسطى. لا تزال قلّة قليلة من هذه اللفائف محفوظة بكاملها، وقد أدرج نحو عشرين لفيفة منها ضمن قائمة الكنوز الوطنية في اليابان.

## أوصاف اللفائف وطرق قراءتها
تصنع اللفائف من الورق أو الحرير، والتي يتراوح طولها من أقل من متر إلى عدة أمتار, ويُقال إن بعضها يصل طوله إلى 12 مترا.  تحكي اللفائف قصة أو سلسلة من القصص وتجمع بين الرسومات والسرد النصي، وهو المزيج الذي يميز الحركات الفنية السائدة في اليابان بين القرنين الثاني عشر والرابع عشر. 
تُقرأ اللفائف السردية اليابانية بحسب الطريقة التقليدية عبر الجلوس على الحصير، بينما تُوضَع اللفيفة على منضدة منخفضة أو مباشرةً على الأرض. يقوم القارئ بفكّ اللفيفة بيد، ولفّها من الطرف الآخر باليد الأخرى، من اليمين إلى اليسار، بما يوافق اتجاه الكتابة اليابانية. بهذه الطريقة، لا يُعرض من القصة في كل لحظة إلا جزء محدود أي فقط نحو 60 سنتيمترًا. يقوم الرسام في هذا السياق ببناء تسلسل من المشاهد المصوّرة، لتشكيل بنية الحكاية وتتابعها. 
بعد الانتهاء من قراءة اللفيفة السردية اليابانية، ينبغي على القارئ أن يُعيد لفّها مرة أخرى في اتجاه القراءة الأصلي. تُحفظ اللفيفة مغلقة برباط، وتُخزَّن إمّا منفردة أو مع غيرها من اللفائف داخل صندوق مخصّص لهذا الغرض، ويكون هذا الصندوق أحيانًا مزيّنًا بنقوش دقيقة. قد تتكوّن اللفيفة الواحدة من عدّة لفائف متعاقبة، بحسب ما تقتضيه بنية قصتها؛ فقد تألفت على سبيل المثال سيرة الراهب هونِن المصوّرة من ثمانٍ وأربعين لفيفة، وإن كان العدد المعتاد يتراوح غالبًا بين لفيفة واحدة الى ثلاث لفائف. 
تتكوّن اللفائف السردية اليابانية من عنصرين رئيسيين: مقاطع النص الخطي المعروفة باسم كتابة الكلمات، ومقاطع الرسم التي يُشار إليها بالرسومات.  . يختلف حجم هذه العناصر وترتيبها وعددها اختلافًا كبيرًا حسب الحقبة الفنية والفنان. في اللفائف المستوحاة من الأدب، يحتل النص جزءًا لا يقل عن ثلثي المساحة، في حين تُفضّل الأعمال الشعبية الأخرى، رسومات للحيوانات والبشر بشكل متحرك، بشكل يصل إلى حد اختفاء النص. تتميز اللفائف بارتفاع محدود يتراوح في المتوسط بين 30 سنتيمترًا و39 سنتيمترًا، مقارنة بطولها الذي يبلغ في المتوسط ما بين 9 إلى 12 مترًا، وهو ما يعني أن هذه اللفائف كانت تُقرأ عادةً بشكل فردي من قبل الأرستقراطيين وأعضاء الطبقة الكهنوتية العليا. 

## البناء الهيكلي
في جوهرها، تُعدُّ اللفائف السردية نظامًا سرديًا يشبه الكتب، يتطلب بناء قصة متكاملة، لذا يجب أن تقوم التركيبة الفنية على الانتقال من مشهد إلى آخر حتى الوصول إلى نهاية القصة.

## المواد والتصنيع

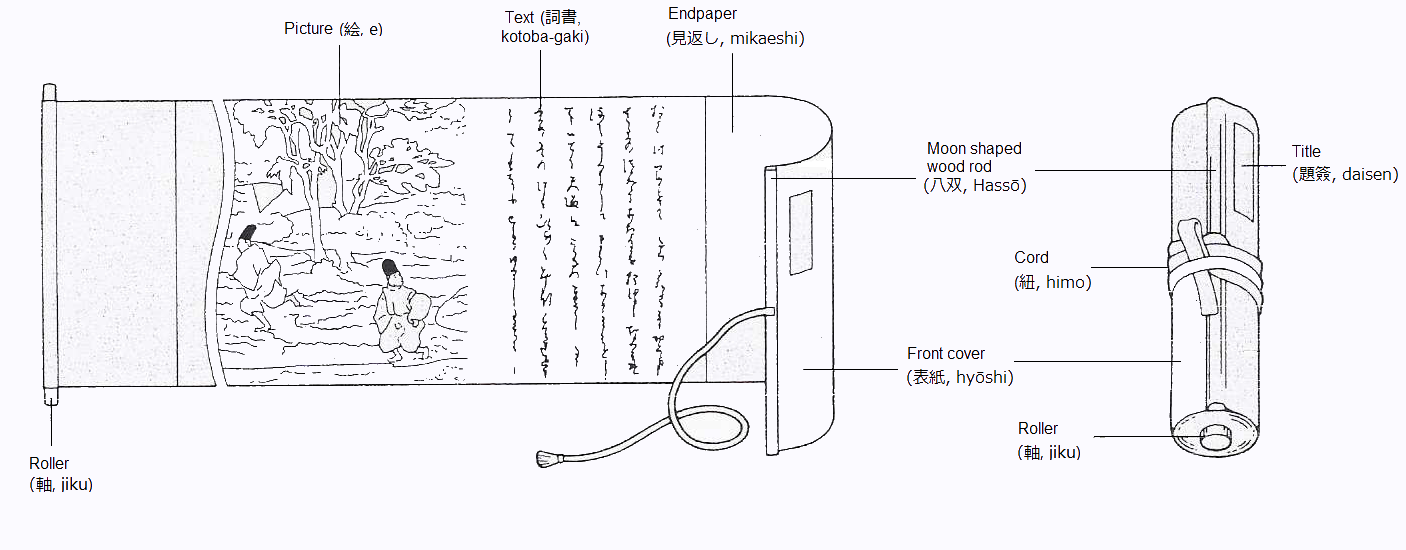
شكل لهيكل اللفائف السردية اليابانية.

المواد المفضل لصناعة اللفائف السردية هي الورق والحرير وكلاهما أصله من الصين.  أشهر الألوان المستخدمة مستخرجة من أصباغ معدنية، مثل الأزوريت للون الأزرق، ومسحوق الزنجفر للأحمر، ورهج الغار للأصفر، والمالاكيت للأخضر، وغيرها. هذه الأصباغ الكثيفة لا تذوب في الماء وتتطلب مادة رابطة سميكة، عادةً ما تكون غراءً حيوانيًا, وتعتمد كمية الغراء المطلوبة على مدى دقة طحن الأصباغ. 
نظرًا لأن اللفائف السردية تُلفُّ بعد الاستخدام، يجب أن تُطبَّق الألوان عليها بطبقة رقيقة ومسطحة لتجنب تشقق المادة على المدى المتوسط، مما يقيد استخدام النقوش البارزة التي تسود في الرسم الغربي.  أما الحبر، الذي اخترع أيضًا في الصين حوالي القرن الأول الميلادي، فينتج من مزيج بسيط من المادة الرابطة ودخان الخشب، وتعتمد نسبته على مشيئة الصانع, وهو ضروري للخط الياباني، كما أنه مهم في الفنون التشكيلية الآسيوية حيث غالبًا ما يكون الخط هو العنصر الأساسي؛ يطبقه الفنانون اليابانيون بواسطة فرشاة، عبر تغيير سماكة الخط وتخفيف الحبر لإنتاج ألوان تتراوح من الأسود الداكن إلى الرمادي الفاتح الممتص بقوة من الورق. 